# Marsaxlokk
Marsaxlokk es un consejo local y un tradicional pueblo pesquero ubicado al sureste de Malta. Cuenta con una población de 3277 personas en diciembre de 2008. El nombre del pueblo viene de marsa, que significa "puerto" y xlokk, que es "sureste" en la lengua local. La palabra está relacionada con "xaloc" el equivalente en catalán para el siroco, viento que sopla desde el Sáhara.

## Historia
Fue en la "bahía del sirocco" (Xlokk) donde los primeros fenicios se asentaron y establecieron comercios en Malta, durante el siglo IX a. C. Durante el Gran Sitio, el puerto de Marsaxlokk fue también usado como lugar de anclaje por parte de la flota turca.
Al norte de la bahía de Marsaxlokk se encuentra la colina de Tas-Silġ, la cual aún contiene restos de los templos megalíticos de la fase Tarxien, con posteriores alteraciones que le asemejan más al modelo Ħaġar Qim. Además, han sido encontrados esparcidos por la zona algunos materiales de la Edad de Bronce. Desde el final del siglo VI a. C. hasta el siglo I d. C., el lugar fue utilizado con fines religiosos, esta vez como un templo en honor a Astarté/Hera. Tas-Silġ fue empleado de nuevo con fines religiosos hacia el siglo IV d. C., cuando el país comenzaba a adaptarse al cristianismo, de modo que se cree que fue usado como monasterio.

## Importancia de la pesca
La mayor parte del suministro de pescado en Malta proviente de Marsaxlokk. El pez espada, el atún y el popular 'lampuki' es abundante entre primavera y otoño. Los días de semana, lo pescado es trasladado al mercado de La Valeta, pero los domingos es vendido al por menor por los propios pescadores en el muelle.
Multitud de restaurantes especializados en pescado han abierto debido al enorme incremento de la demanda. La afluencia de turistas a Marsaxlokk también ha incrementado el número de vendedores ambulantes y tiendas de recuerdos.

## Ubicación
Marsaxlokk se encuentra a 35 minutos de La Valeta en autobús.

## Zonas de Marsaxlokk
- Delimara
- Ħal Ġinwi
- Il-Ballut
- Il-Fossa
- Il-Magħluq
- Il-Wilġa
- Kavallerizza
- Marsaxlokk Bay
- Il-Ponta l-Kbira
- St. Peter's Pool
- Il-Ponta Tal-Qrejten
- Tal-Wiċċ
- Tas-Silġ
- Torri San Luċjan
- Xrobb l-Għaġin

## Principales carreteras de Marsaxlokk
- Triq Delimara (Delimara Road)
- Triq it-Torri Vendome (Vendome Tower Street)
- Triq iż-Żejtun (Zejtun Road)
- Triq l-Arżnell (Arżnell Street)
- Triq Santa Katerina (St. Catherine Street)
- Triq Tas-Silġ (Tas-Silġ Road)
- Triq Tat-Trunċiera (Trunċiera Street)
- Xatt is-Sajjieda (Fishermen Strand)

### Equipos deportivos en Marsaxlokk
Club
Deporte
Fundación
Liga
Sede
Escudo

Marsaxlokk F. C.
Fútbol
 1949
 Premier League de Malta
Ta' Qali Stadium

## Galería de imágenes

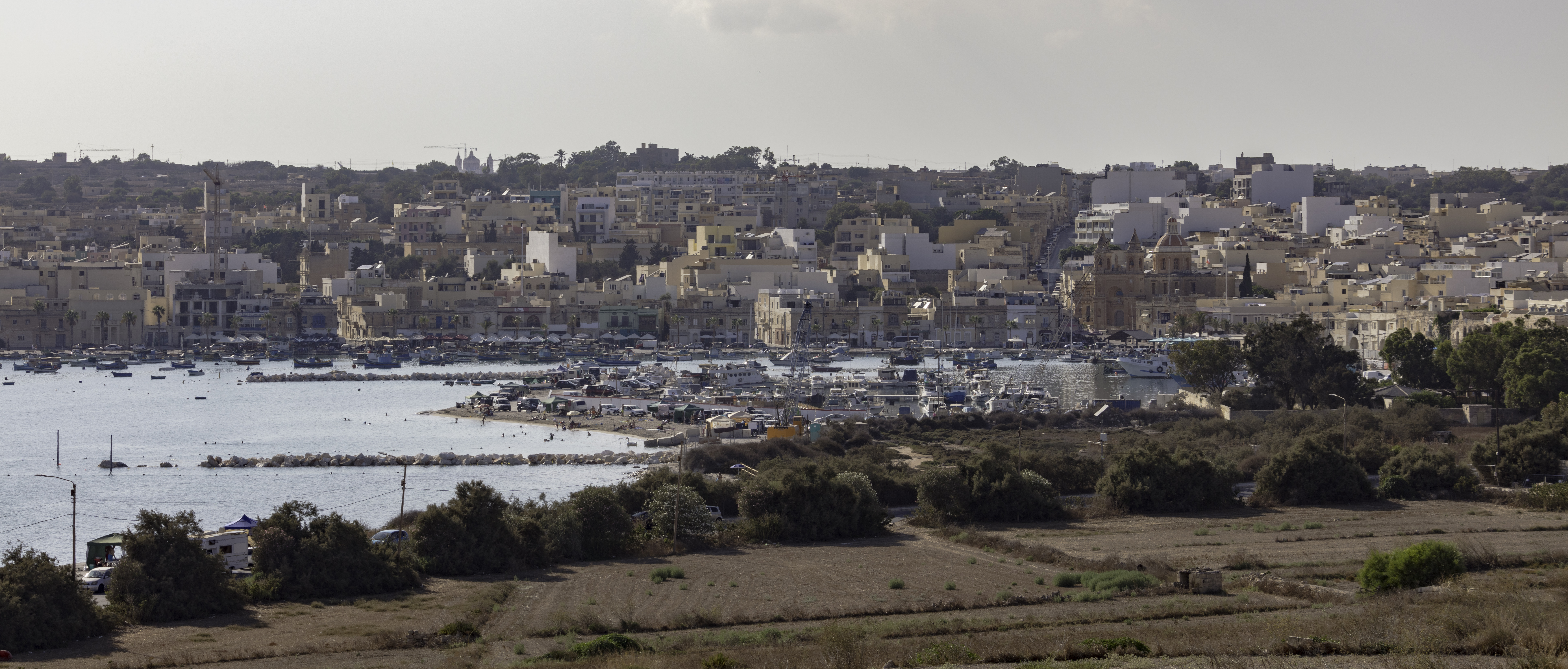
Vista lejana de Marsaxlokk.
Vista panorámica del puerto.
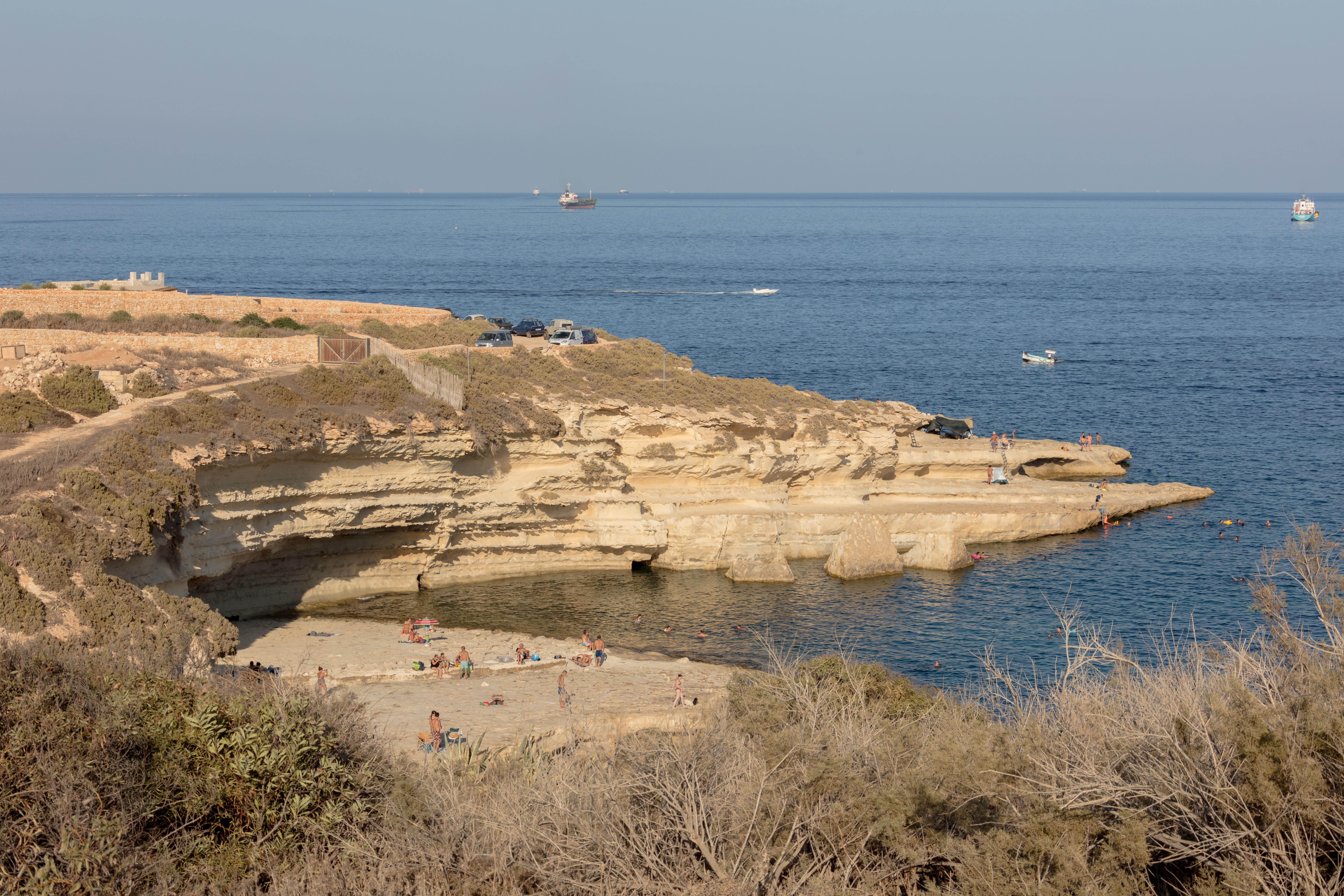
Playa de Il-Kalanka.
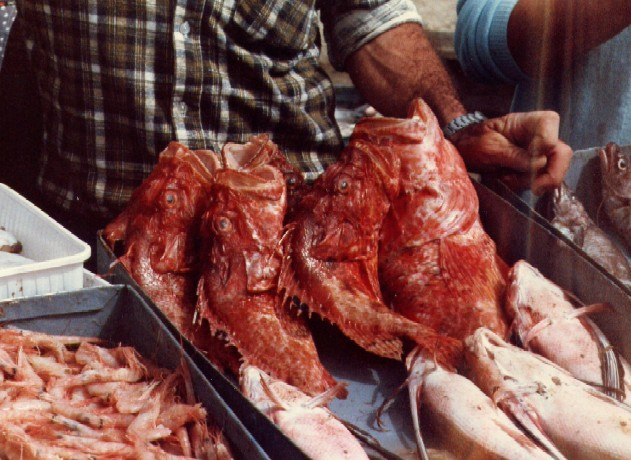
La lonja de Marsaxlokk.
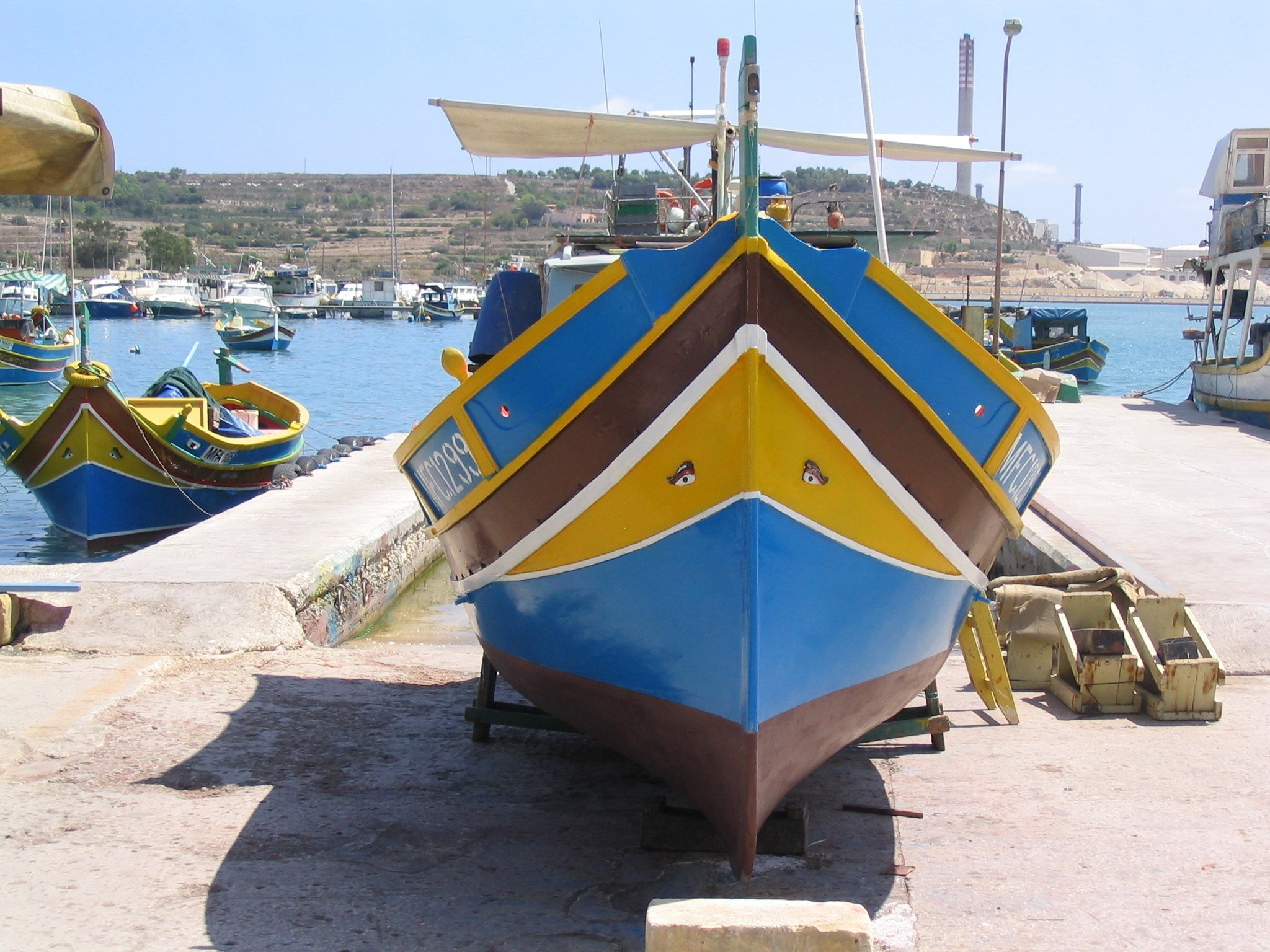
Un luzzu, el barco tradicional de Marsaxlokk.
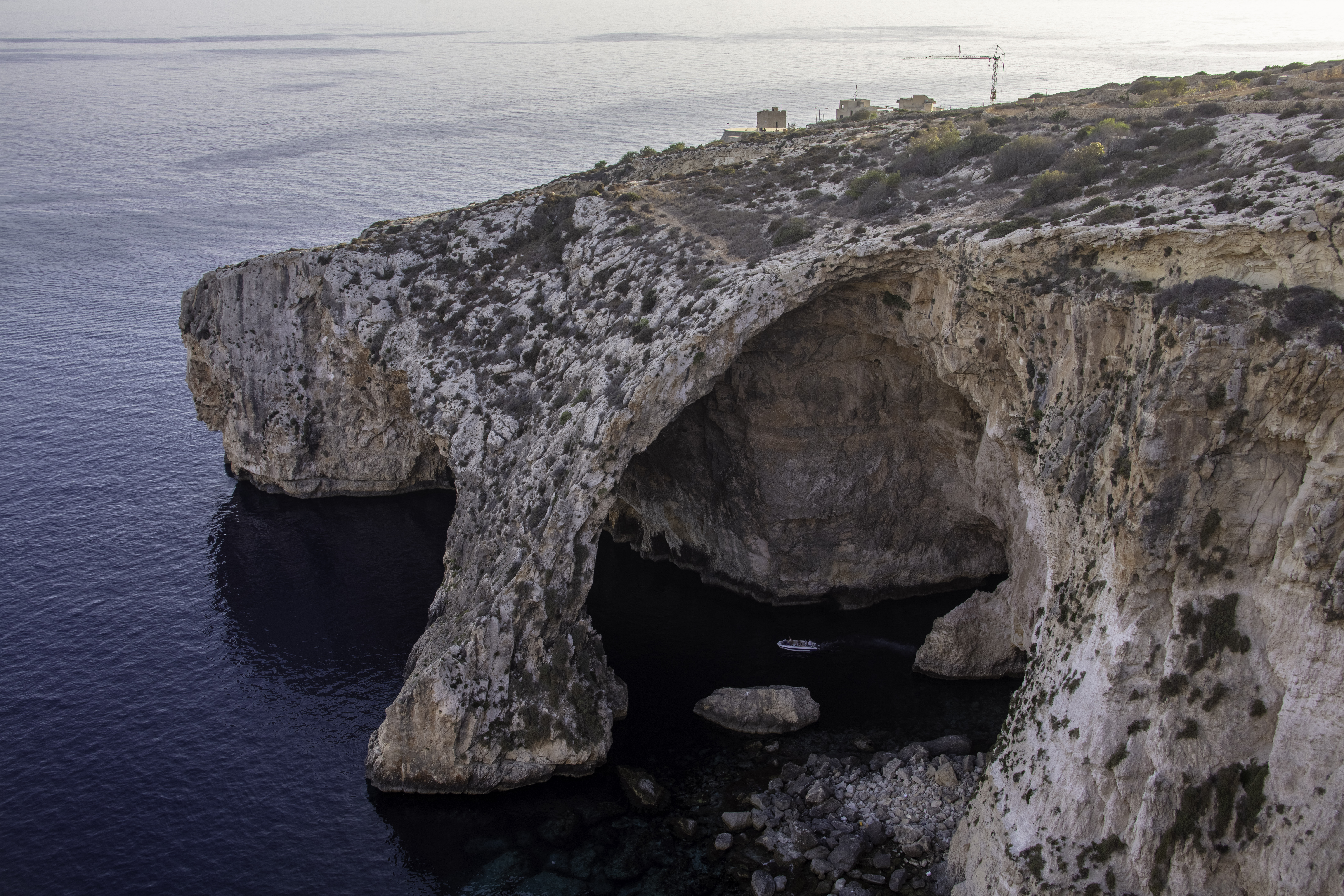
Cueva azul, una de las atracciones turísticas del municipio.
Piscina de San Pedro, popular entre bañistas y buceadores.